# Bostin Christopher
Bostin Christopher est un acteur américain connu pour son rôle d'Otis Broth dans le film de 2008 Otis. Il a aussi figuré dans des shows télévisés tels que New York, police judiciaire et Wonderland. Christopher a aussi eu un petit rôle dans Incassable (on le retrouvera dans Glass dans le même rôle). Il a aussi joué Olaf, dans Le Roi Scorpion 3 : L'Œil des dieux.